# سم وسترفلد
سم وسترفلد (انگلیسی: Sem Westerveld؛ زادهٔ ۱۸ ژوئیهٔ ۲۰۰۲) بازیکن فوتبال هلندی متولد اسپانیا است که در پست دروازه‌بان برای تیم هلندی یونگ آزد بازی می‌کند.